# Cariblattoides neoinstigator
Cariblattoides neoinstigator är en kackerlacksart som beskrevs av Rocha e Silva 1958. Cariblattoides neoinstigator ingår i släktet Cariblattoides och familjen småkackerlackor. Inga underarter finns listade.